# Swiss Open Gstaad 2023 - Doppio
Tomislav Brkić e Francisco Cabral erano i detentori del titolo ma hanno scelto di non partecipare a questa edizione del torneo.
Ad aggiudicarsi il torneo è stata la coppia svizzera formata da Dominic Stricker e Stan Wawrinka, che hanno battuto in finale Marcelo Demoliner e Matwé Middelkoop con il punteggio di 7-6(8), 6-2.

## Teste di serie
1. Marcelo Demoliner /  Matwé Middelkoop (finale)
2. Sadio Doumbia /  Fabien Reboul (primo turno)

1. Robin Haase /  Philipp Oswald (primo turno)
2. Romain Arneodo /  Tristan-Samuel Weissborn (quarti di finale)

## Wildcard
1. Mika Brunold /  Kilian Feldbausch (primo turno)

1. Dominic Stricker /  Stan Wawrinka (campioni)

## Alternate
1. Zizou Bergs /  Jurij Rodionov (quarti di finale)

## Tabellone

### Legenda
| - Q = Qualificato - WC = Wild card - LL = Lucky loser | - ALT = Alternate - SE = Special Exempt - PR = Protected Ranking | - w/o = Walkover - r = Ritirato - d = Squalificato |

|  | Primo turno | Primo turno                 | Primo turno              | Primo turno | Primo turno |  |  | Quarti di finale | Quarti di finale            | Quarti di finale | Quarti di finale            | Quarti di finale            |   |   | Semifinali | Semifinali                         | Semifinali                         | Semifinali                     | Semifinali                     |   |   | Finale | Finale | Finale | Finale | Finale |  |
|  |             |                             |                          |             |             |  |  |                  |                             |                  |                             |                             |   |   |            |                                    |                                    |                                |                                |   |   |        |        |        |        |        |  |
|  | 1           | M Demoliner M Middelkoop    | M Demoliner M Middelkoop | 6           | 6           |  |  |                  |                             |                  |                             |                             |   |   |            |                                    |                                    |                                |                                |   |   |        |        |        |        |        |  |
|  | WC          | M Brunold K Feldbausch      | M Brunold K Feldbausch   | 3           | 2           |  |  | 1                | M Demoliner M Middelkoop    | 6                | 4                           | [12]                        |   |   |            |                                    |                                    |                                |                                |   |   |        |        |        |        |        |  |
|  |             | S Balaji Z Zhang            | S Balaji Z Zhang         | 7           | 7           |  |  |                  | S Balaji Z Zhang            | 4                | 6                           | [10]                        |   |   |            |                                    |                                    |                                |                                |   |   |        |        |        |        |        |  |
|  |             | C Frantzen H Jebens         | C Frantzen H Jebens      | 65          | 63          |  |  |                  |                             |                  |                             |                             |   |   | 1          | M Demoliner M Middelkoop           | M Demoliner M Middelkoop           | 7                              | 6                              |   |   |        |        |        |        |        |  |
|  | 4           | R Arneodo T-S Weissborn     | R Arneodo T-S Weissborn  | 6           | 6           |  |  |                  |                             |                  | A Olivetti D Vega Hernández | A Olivetti D Vega Hernández | 5 | 2 |            |                                    |                                    |                                |                                |   |   |        |        |        |        |        |  |
|  |             | B Arias F Zeballos          | B Arias F Zeballos       | 2           | 2           |  |  | 4                | R Arneodo T-S Weissborn     | 7                | 4                           | [1]                         |   |   |            |                                    |                                    |                                |                                |   |   |        |        |        |        |        |  |
|  |             | A Rinderknech S Verbeek     | 6                        | 3           | [5]         |  |  |                  | A Olivetti D Vega Hernández | 62               | 6                           | [10]                        |   |   |            |                                    |                                    |                                |                                |   |   |        |        |        |        |        |  |
|  |             | A Olivetti D Vega Hernández | 4                        | 6           | [10]        |  |  |                  |                             |                  |                             |                             |   |   | 1          | Marcelo Demoliner Matwé Middelkoop | Marcelo Demoliner Matwé Middelkoop | 68                             | 2                              |   |   |        |        |        |        |        |  |
|  | WC          | D Stricker S Wawrinka       | D Stricker S Wawrinka    | 7           | 6           |  |  |                  |                             |                  |                             |                             |   |   |            |                                    | WC                                 | Dominic Stricker Stan Wawrinka | Dominic Stricker Stan Wawrinka | 7 | 6 |        |        |        |        |        |  |
|  |             | I Sabanov M Sabanov         | I Sabanov M Sabanov      | 5           | 4           |  |  | WC               | D Stricker S Wawrinka       | 3                | 6                           | [10]                        |   |   |            |                                    |                                    |                                |                                |   |   |        |        |        |        |        |  |
|  |             | N Barrientos JS Cabal       | N Barrientos JS Cabal    | 7           | 6           |  |  |                  | N Barrientos JS Cabal       | 6                | 3                           | [4]                         |   |   |            |                                    |                                    |                                |                                |   |   |        |        |        |        |        |  |
|  | 3           | R Haase P Oswald            | R Haase P Oswald         | 5           | 4           |  |  |                  |                             |                  |                             |                             |   |   | WC         | D Stricker S Wawrinka              | D Stricker S Wawrinka              | 6                              | 7                              |   |   |        |        |        |        |        |  |
|  |             | A Golubev D Molčanov        | 6                        | 2           | [8]         |  |  |                  |                             |                  | R Jebavý P Nouza            | R Jebavý P Nouza            | 3 | 6 |            |                                    |                                    |                                |                                |   |   |        |        |        |        |        |  |
|  |             | R Jebavý P Nouza            | 4                        | 6           | [10]        |  |  |                  | R Jebavý P Nouza            | 6                | 67                          | [11]                        |   |   |            |                                    |                                    |                                |                                |   |   |        |        |        |        |        |  |
|  | Alt         | Z Bergs J Rodionov          | Z Bergs J Rodionov       | 6           | 6           |  |  | Alt              | Z Bergs J Rodionov          | 4                | 7                           | [9]                         |   |   |            |                                    |                                    |                                |                                |   |   |        |        |        |        |        |  |
|  | 2           | S Doumbia F Reboul          | S Doumbia F Reboul       | 4           | 3           |  |  |                  |                             |                  |                             |                             |   |   |            |                                    |                                    |                                |                                |   |   |        |        |        |        |        |  |